# Miranda Klaver
Miranda Klaver (Alkmaar, 1962) is een Nederlandse theoloog en antropoloog. Zij is hoogleraar antropologie van religie aan de Vrije Universiteit in Amsterdam en geldt als specialist wat betreft de charismatische- en pinksterbeweging.

## Levensloop
Klaver behaalde aan de Vrije Universiteit een master in de culturele antropologie (1992) en een master in de Crossculture en contextuele theologie (2004). In 2011 promoveerde zij cum laude op een onderzoek getiteld This is my desire. Daarin onderzocht zij de ervaringen van nieuwkomers in twee typen kerken: een laagdrempelige evangelische kerk en een pinksterkerk. De belangrijkste uitkomst van deze studie was dat de wijze waarop religie geleerd wordt, in hoge mate plaats vindt door participatie in religieuze praktijken zoals de Alpha-cursus en de doop door onderdompeling. Haar onderzoek werd in 2011 genomineerd voor de Junior Societal Impact Award, een prijs die de VU toekent aan een voltooid proefschrift met een grote potentiële maatschappelijke impact.
Namens de ontwikkelingsorganisatie Dorcas was zij als regionaal directeur van 1995 tot 1998 in Egypte. In het verleden doceerde Klaver onder andere aan de Evangelische Theologische Hogeschool, Christelijke Hogeschool Ede en de Universiteit van Amsterdam. Van 2012 tot 2013 was de theoloog panellid in het EO-radioprogramma Deze Week. Vanaf 2014 was zij universitair docent aan de Faculteit der Godgeleerdheid van de VU. Per januari 2021 is zij hoogleraar antropologie van religie aan diezelfde universiteit. In augustus van dat jaar verscheen een boek van haar hand over de Hillsong-kerk.

## Persoonlijk
Samen met haar echtgenoot heeft Klaver drie dochters.